# B41 (bombe thermonucléaire)
Pour les articles homonymes, voir B41.

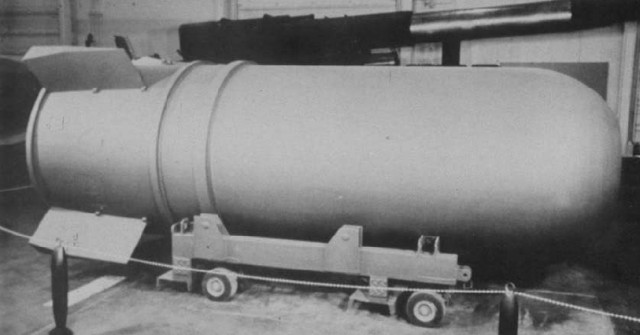
L'étui d'une bombe thermonucléaire B41.

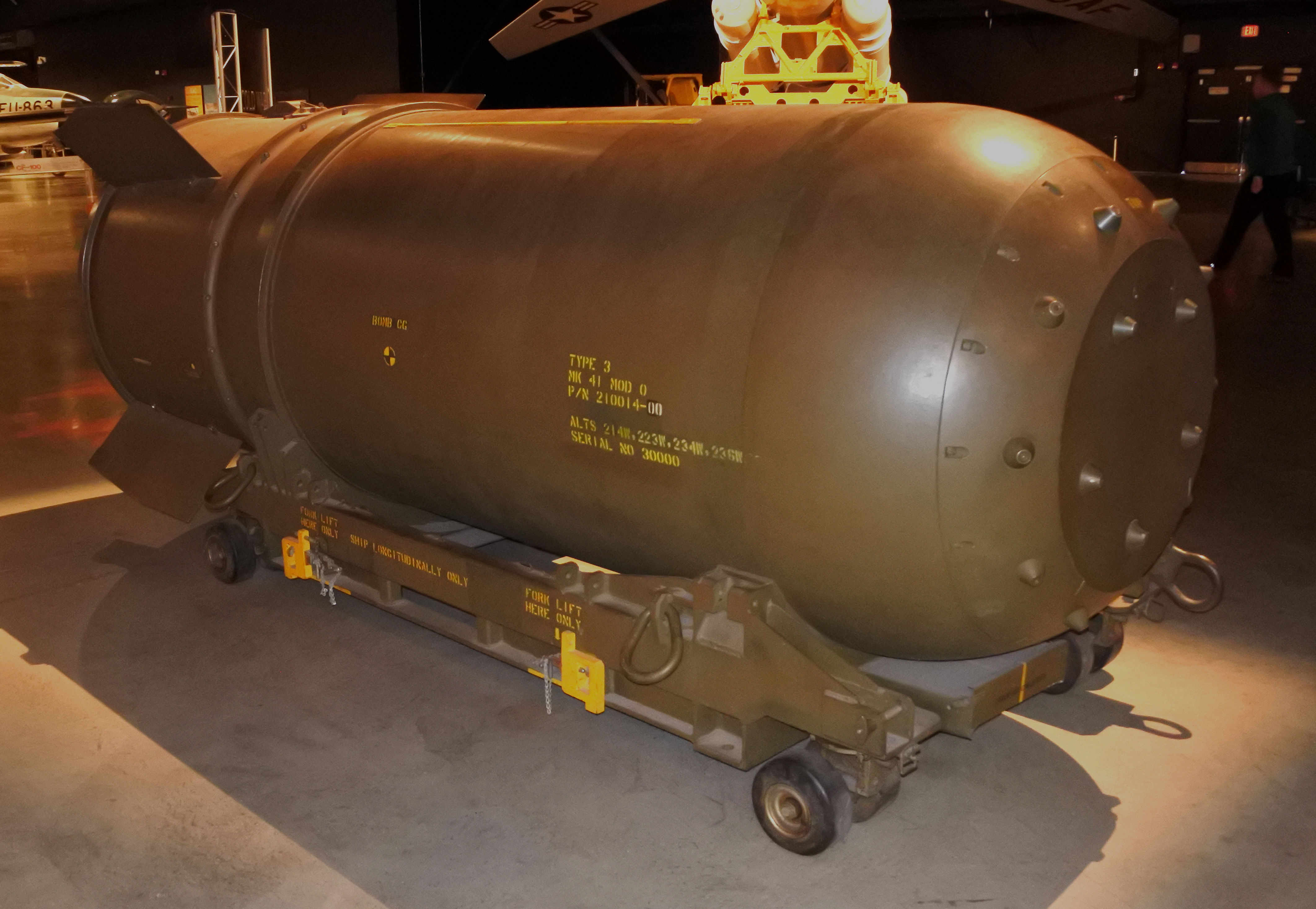
Exemplaire dans le musée de l'USAF.

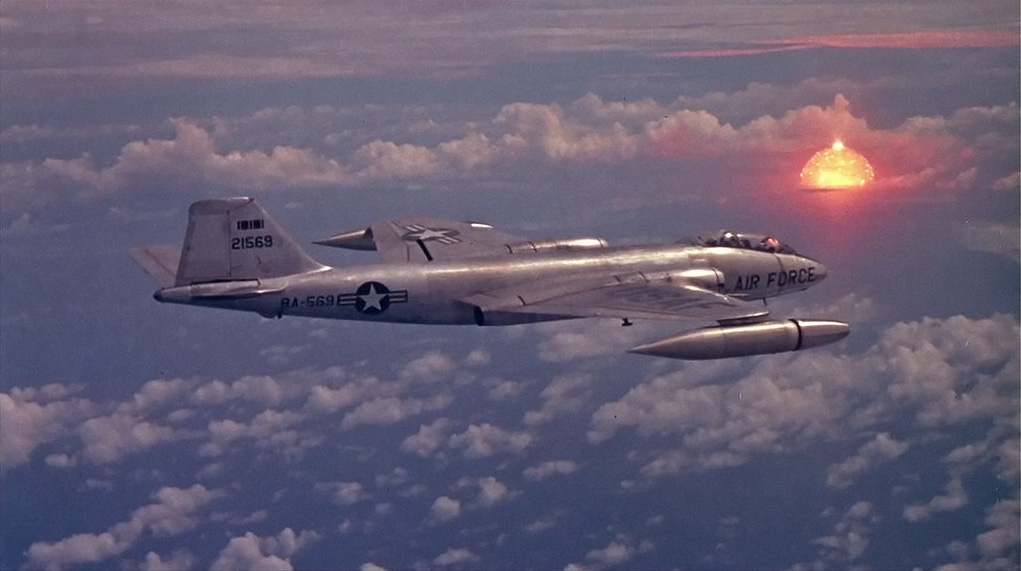
Martin B-57 en premier plan devant le champignon provoqué par le test Hardtack I « Poplar », version propre en deux étapes du design TX-41, le 12 juillet 1958, la puissance a été de 9,3 mégatonnes.

La B41 était une bombe thermonucléaire développée par le Strategic Air Command des États-Unis au début des années 1960. C'était la plus puissante bombe fabriquée par les États-Unis avec une puissance maximum de 25 mégatonnes.

## Développement
Le développement de la Mk 41 a commencé en 1955 avec une exigence de l'United States Air Force pour une bombe de catégorie B (à haut rendement, plus de 10 000 lbs - 4 545 kg).

## Composition
La Mk 41 (désignée par B41 à partir de 1968) a été l'unique bombe thermonucléaire à trois étages utilisée par les États-Unis. Deux versions ont été déployées, Y1, une version « sale » avec un étage supérieur recouvert par de l'U-238, et Y2, une version « propre » avec un étage supérieur enfermé dans du plomb. C'était l'arme avec la plus haute puissance nucléaire jamais déployée par les États-Unis, avec un rendement maximum de 25 mégatonnes (Mt), et un poids de 4 850 kg. Elle possède le meilleur rapport rendement/poids de n'importe quelle arme créée. Les États-Unis revendiquaient en 1963 de pouvoir produire une bombe à fusion de 35 Mt, et l'installer sur un Titan II (3 700 kg de charge utile), soit près du double du ratio rendement/poids de la B41. 
L'ogive de fusion nucléaire était de type Teller-Ulam et utilisait une implosion 40-100 type provoquant une fission nucléaire primaire, alimentée par l'uranium hautement enrichi, pour déclencher la formation de deutérure de lithium 6, combustible de fusion. Entre 500 et 1 000 kg de deutérure de lithium 6 étaient nécessaires, lequel combustible de fusion était contenu dans un cylindre d'uranium naturel avec une enveloppe interne d'U238. 
La Mk 41 est un exemple d'arme à fission-fusion-fission thermonucléaire type, connue sous le terme « triple menace thermonucléaire ». Ces dispositifs ont été qualifiés de « bombes H sales », car ils produisent de grandes quantités de retombées très radioactives.

## Caractéristiques physiques
L'arme de forme cylindrique faisait 3,76 mètres de long, avec un diamètre de corps de 1,32 mètre et de 1,88 mètre avec l'empennage. Elle pesait 4 840 kg. Elle était emportée par un B-52 Stratofortress ou un B-47 Stratojet. Elle pouvait être déployée en chute libre ou retardée (parachute), et pouvait être réglée pour une explosion aérienne.

## Durée de vie
La Mk 41 est entrée en service en 1961. Environ 500 de ces armes ont été fabriquées entre septembre 1960 et juin 1962. Les Mk 41 ont été progressivement retirées du service à partir de 1963 en faveur de la bombe nucléaire B53. Les dernières B41 ont été retirées en juillet 1976.

## Efficacité
Au cours de son service, la Mk-41 était l'arme thermonucléaire la plus efficace connue en termes de rendement au poids réel, avec un ratio de 5,2 mégatonne / tonne.